# Eleições presidenciais no Quirguistão em 1991
Eleições presidenciais foram realizadas no Quirguistão em 13 de outubro de 1991. O único candidato foi Askar Akayev, que ganhou 95,4% dos votos. A participação eleitoral foi de 89,0%.
| Candidato                | Partido                  | Votos     | %     |
| ------------------------ | ------------------------ | --------- | ----- |
| Askar Akayev             | Independente             | 1,968,781 | 95.4  |
| Contra                   | Contra                   | 95,702    | 4.6   |
| Inválidos/nulos          | Inválidos/nulos          | 1,098     | 0,05  |
| Total                    | Total                    | 2,065,318 | 100.0 |
| Registrados/participação | Registrados/participação | 2,319,80  | 89.0  |